# Altitude 1100 Meters
Altitude 1100 Meters ist ein Jazzalbum von Satoko Fujii GEN. Die am 14. März 2024 im Studio Koendori Classics, Shibuya, Tokyo, entstandenen Aufnahmen erschienen am 24. Januar 2025 auf Libra Records.

## Hintergrund
Obwohl Satoko Fujii Duettauftritte mit den Geigern Mark Feldman und Carla Kihlstedt aufgenommen hatte, hatte sie zuvor nie für ein Streichensemble geschrieben oder mit einem solchen gearbeitet. Schließlich stellte sie eine Gruppe zusammen, die sie GEN nannte, japanisch für Saite. Das mit diesem Ensemble entstandene Album trägt den Titel Altitude 1100 Meters. Die Inspiration hierzu stellte die Luft an dem Ort im Hochland der Präfektur Nagano dar, wo Fujii mit ihren betagten Eltern den Sommer verbrachte, um der drückenden Hitze des Tieflandes zu entfliehen. Fujii sagte:
„Die Landschaft und die kühle Brise waren natürlich ein Vergnügen, aber was mich wirklich berührte, war die Beschaffenheit der Luft. Meine Fantasie wurde durch die reiche Palette an Gefühlen angeregt, die ich im Laufe eines jeden Tages, von der Morgendämmerung bis zur Abenddämmerung, durch die ständigen Veränderungen der Luft erlebte.“
Die erste Aufführung der Suite Altitude 1100 Meters fand kurz nach Satoko Fujiis 65. Geburtstag statt. Danach hatten sie und ihr Ensemble GEN zwei weitere Möglichkeiten, die Suite aufzuführen. Die Aufnahmen ihrer dritten Darbietung am 14. März 2024 wurden auf Tonträger bei Libra Records veröffentlicht. Das 1997 gegründete Label Libra Records gehört Satoko Fujii und ihrem Mann, dem Trompeter Natsuki Tamura, der das Album produzierte.

## Titelliste
- Satoko Fujii GEN: Altitude 1100 Meters (Libra Records 206-077)[3]

1. Part 1. Morning Haze 9:35
2. Part 2. Morning Sun 9:52
3. Part 3. Early Afternoon 7:49
4. Part 4. Light Rain 19:49
5. Part 5. Twilight 11:09

Die Kompositionen stammen von Satoko Fujii.

## Rezeption
Nach Ansicht von Dan McClenaghan, der das Album in All About Jazz rezensierte, ist Altitude 1100 Meters eine thematisch verknüpfte Collage von Klängen. Fujii sei eine Avantgarde-Künstlerin, und obgleich das Etikett „avantgardistisch“ oft die Erwartung abstoßender Klänge oder wirres, sinnloses Krachen wecke, machten Fujii und zwei Violinen, eine Bratsche, ein Bass, ein Schlagzeug und ihr Klavier einen großen Bogen um das Abstoßende, indem sie eine überwiegend sanfte, frei laufende Klanglandschaft mit gezupften und gestrichenen Saiten, einer Prise Elektronik, einigen subtilen – und manchmal nicht so subtilen – Trommeln und Fujiis (immer) unberechenbarem Klavier schaffen. Das Gesamtgefühl sei das eines klassischen Konzerts, das sich nicht an die Konventionen klassischer Musik hält – oder an jede Art von Musik. Streichinstrumente stünden die meiste Zeit im Vordergrund, und Fujii habe ihre Streicher gut ausgewählt. Gelegentlich würden Momente Fujii-artiger Ausgelassenheit auftauchen, von „Morning Haze“ über „Morning Sun“, „Early Afternoon“ und „Light Rain“ bis hin zu „Twilight“. Besonders hinreißend sei das fast zwanzigminütige „Light Rain“.
In jedem Teil der Suite nutze Satoko Fujii eine reichhaltige Palette von Klangfarben, meinte Michael Haifl (Saitenkult). Das Album sei „ein innovativer Moment, von Streichern intensiv in Stein gemeißelt, ein Meilenstein, der die Zeit überdauern wird“.